# Dmitri Michailowitsch Poscharski

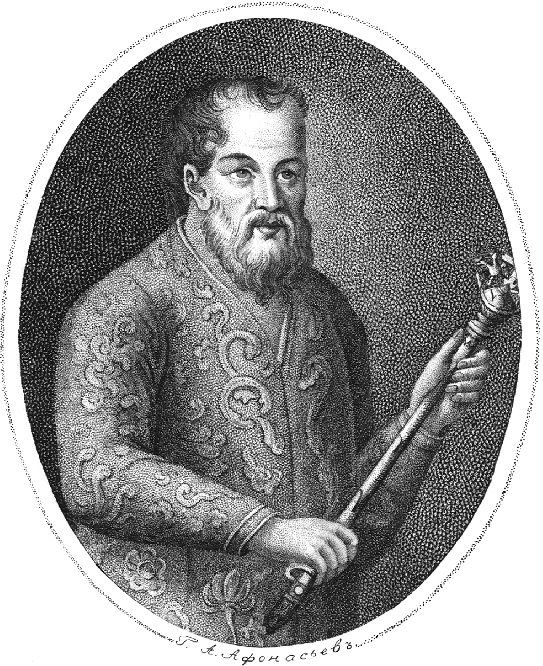
Porträt des Fürsten Dmitri Poscharski, gefunden von Pjotr Beketow und in seiner Sammlung untergebracht. Kupferstich der Meister Nikolai Sokolov und Alexander Afanasyev aus der „Sammlung von Porträts russischer Menschen...“, angefertigt nach einem Originalporträt aus dem 17. Jahrhundert

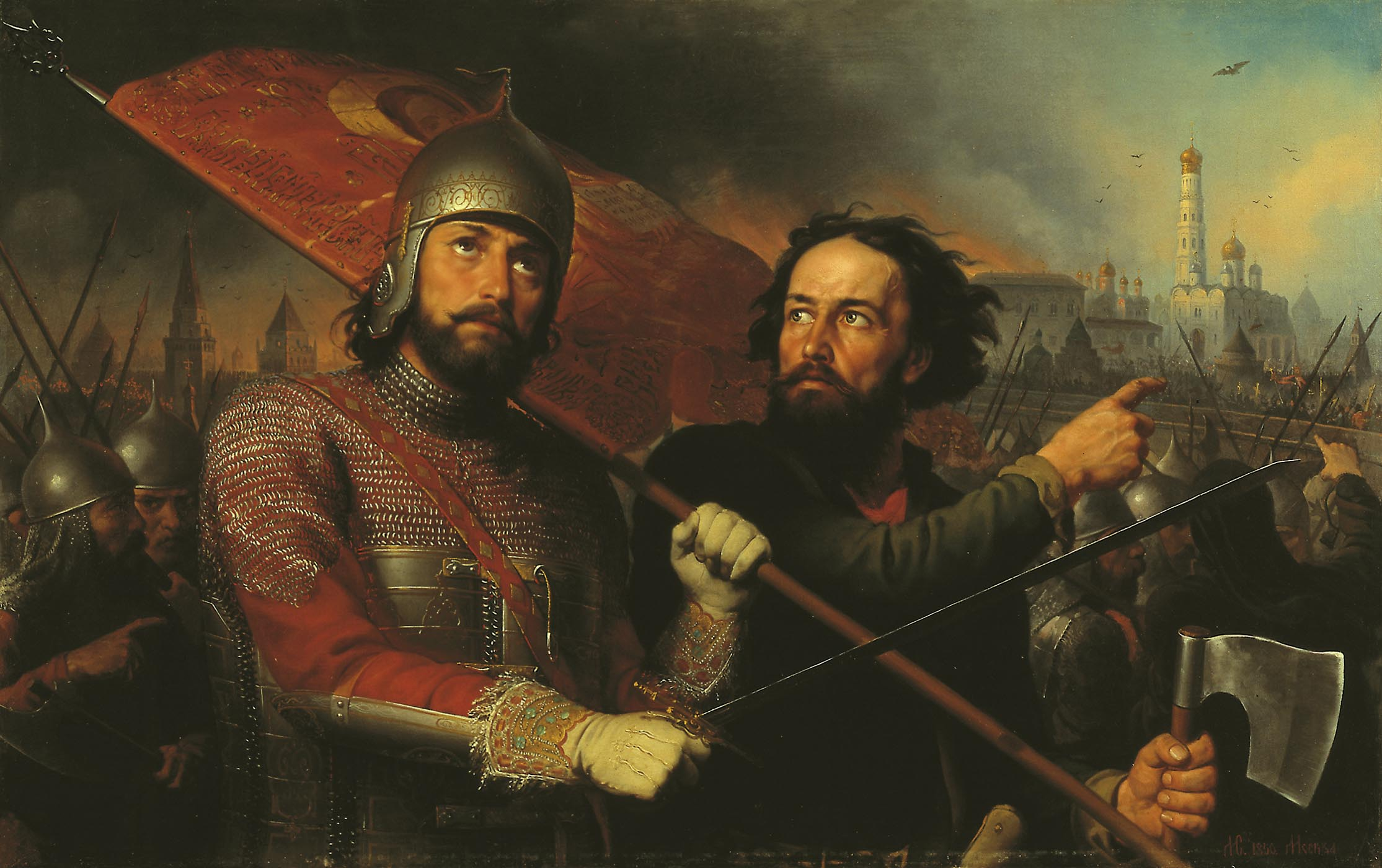
Poscharski (links) mit Kusma Minin auf einem Gemälde von Michail Iwanowitsch Skotti (1850)

Dmitri Michailowitsch Poscharski (russisch Дми́трий Миха́йлович Пожа́рский, wiss. Transliteration Dmitrij Michajlovič Požarskij; polnisch Dymitr Pożarski; * 1. November 1578; † 20. Apriljul. / 30. April 1642greg.) war ein Fürst aus der russischen Dynastie der Rurikiden und Anführer des Volksaufstandes der Russen gegen die polnisch-litauische Okkupation während der „Smuta“ genannten Zeit der Wirren Anfang des 17. Jahrhunderts.
Er schuf gemeinsam mit Kusma Minin unter Unterstützung durch den Patriarchen Philaret ein Freiwilligen-Heer aus Nischni Nowgorod, das er in der Folgezeit kommandierte. Dabei wurde ein polnisch-litauisches Heer unter Jan Karol Chodkiewicz zwischen dem 21. und dem 24. August 1612 abgewehrt (Schlacht bei Moskau) und Moskau im Herbst 1612 gemeinsam mit Moskauer Bürgern von der Okkupation befreit.
An ihn und Kusma Minin erinnert das Minin-und-Poscharski-Denkmal auf dem Roten Platz vor der Basilius-Kathedrale in Moskau. Zum Andenken an den Sieg stiftete Poscharski selbst in den 1620er-Jahren die Moskauer Kasaner Kathedrale am Roten Platz.
Der Asteroid (7979) Pozharskij wurde am 9. März 2001 nach ihm benannt.